# Hội đồng Di tích và Di chỉ Quốc tế
Hội đồng Di tích và Di chỉ Quốc tế, viết tắt là ICOMOS (tiếng Anh: International Council on Monuments and Sites, tiếng Pháp: Conseil international des monuments et des sites) là một tổ chức phi chính phủ, phi lợi nhuận quốc tế hoạt động trong lĩnh vực bảo vệ các di sản văn hóa.
ICOMOS thành lập năm 1965 tại Warsaw như một kết quả của Hiến chương Venice năm 1964. ICOMOS có vị trí tư vấn cho UNESCO về Di sản thế giới.
ICOMOS hiện có hơn 9.500 thành viên cá nhân tại 144 quốc gia, và 110 ủy ban quốc gia, 28 ủy ban khoa học quốc tế. Trừ ra vài trường hợp ngoại lệ hiếm hoi, mỗi thành viên phải có trình độ trong lĩnh vực bảo tồn, là kiến trúc sư cảnh quan hành nghề, kiến trúc sư, nhà khảo cổ học, nhân chủng học, hoạch định thị trấn, kỹ sư, quản trị di sản, nhà sử học, sử học nghệ thuật, cổ sinh vật học hoặc chuyên viên lưu trữ.
ICOMOS là một đối tác trong Ủy ban Lá chắn Lam quốc tế (ICBS, International Committee of the Blue Shield), trong đó hoạt động để bảo vệ di sản văn hóa thế giới bị đe dọa bởi chiến tranh và thiên tai.

## Hoạt động
| Đại hội | Đại hội | Đại hội                  | Đại hội     | Lãnh đạo         | Lãnh đạo           | Lãnh đạo         | Lãnh đạo             | Lãnh đạo         |
| Nr.     | Năm     | Tại                      | Tại         | Nhiệm kỳ         | Chủ tịch           | Chủ tịch         | Tổng thư ký          | Tổng thư ký      |
| ------- | ------- | ------------------------ | ----------- | ---------------- | ------------------ | ---------------- | -------------------- | ---------------- |
| 19.     | 2017    | Delhi                    | Ấn Độ       |                  |                    |                  |                      |                  |
| 18.     | 2014    | Florence                 | Ý           | 2014-2017        | Gustavo Araoz      | Hoa Kỳ           | Kirsti Kovanen       | Phần Lan         |
| 17.     | 2011    | Paris                    | Pháp        | 2011-2014        | Gustavo Araoz      | Hoa Kỳ           | Kirsti Kovanen       | Phần Lan         |
| 16.     | 2008    | Québec                   | Canada      | 2008-2011        | Gustavo Araoz      | Hoa Kỳ           | Bénédicte Selfslagh  | Bỉ               |
| 15.     | 2005    | Xi'an                    | Trung Quốc  | 2005-2008        | Michael Petzet     | Đức              | Dinu Bumbaru         | Canada           |
| 14.     | 2003    | Thác Victoria            | Zimbabwe    | Đại hội đặc biệt | Đại hội đặc biệt   | Đại hội đặc biệt | Đại hội đặc biệt     | Đại hội đặc biệt |
| 13.     | 2002    | Madrid                   | Tây Ban Nha | 2002-2005        | Michael Petzet     | Đức              | Dinu Bumbaru         | Canada           |
| 12.     | 1999    | Mexico City              | México      | 1999-2002        | Michael Petzet     | Đức              | Jean-Louis Luxen     | Bỉ               |
| 11.     | 1996    | Sofia                    | Bulgaria    | 1996-1999        | Roland Silva       | Sri Lanka        | Jean-Louis Luxen     | Bỉ               |
| 10.     | 1993    | Colombo                  | Sri Lanka   | 1993-1996        | Roland Silva       | Sri Lanka        | Jean-Louis Luxen     | Bỉ               |
| 9.      | 1990    | Lausanne                 | Thụy Sĩ     | 1990-1993        | Roland Silva       | Sri Lanka        | Herb Stovel          | Canada           |
| 8.      | 1987    | Washington D.C.          | Hoa Kỳ      | 1987-1990        | Roberto di Stefano | Ý                | Helmut Stelzer       | Đông Đức         |
| 7.      | 1984    | Rostock                  | Đông Đức    | 1984-1987        | Michel Parent      | Pháp             | Abdelaziz Daoulatli  | Tunisia          |
| 6.      | 1981    | Rome                     | Ý           | 1981-1984        | Michel Parent      | Pháp             | Abdelaziz Daoulatli  | Tunisia          |
| 5.      | 1978    | Moskva                   | Liên Xô     | 1978-1981        | Raymond Lemaire    | Bỉ               | Ernest Allen Connaly | Hoa Kỳ           |
| 4.      | 1975    | Rothenburg ob der Tauber | Đức         | 1975-1978        | Raymond Lemaire    | Bỉ               | Ernest Allen Connaly | Hoa Kỳ           |
| 3.      | 1972    | Budapest                 | Hungary     | 1972-1975        | Piero Gazzola      | Ý                | Raymond Lemaire      | Bỉ               |
| 2.      | 1969    | Oxford                   | Anh Quốc    | 1969-1972        | Piero Gazzola      | Ý                | Raymond Lemaire      | Bỉ               |
| 1.      | 1965    | Kraków                   | Ba Lan      | 1965-1969        | Piero Gazzola      | Ý                | Raymond Lemaire      | Bỉ               |